# آیلو د روگات
آیلو د روگات (به اسپانیایی: Aielo de Rugat) یک شهرستان در اسپانیا است که در Vall d'Albaida واقع شده‌است.

## خصوصیات
آیلو د روگات ۷٫۶۶ کیلومترمربع مساحت و ۱۸۹ نفر جمعیت دارد و ۲۶۷ متر بالاتر از سطح دریا واقع شده‌است.